# 中国人民解放军空军石家庄飞行学院
中国人民解放军空军石家庄飞行学院，简称空军石家庄飞行学院，是中国人民解放军空军初级指挥院校，隶属中国人民解放军中部战区空军。

## 沿革
空军第四飞行学院
- 1949年10月6日，中央军委决定，在哈尔滨、长春、锦州、沈阳、济南、北京南苑各组建一所航空学校[1]。
- 1949年12月1日，在沈阳北陵机场组建中国人民解放军第二驱逐机学校[2]。
- 1949年12月20日，中央军委批复空军，同意将沈阳的第二驱逐机学校定名中国人民解放军第四航空学校，执行师级权限[1]。1949年12月24日正式更名[2]。
- 1950年12月，迁址山西省太原市[1]。
- 1952年12月，迁址河北省石家庄市。
- 1976年，更名中国人民解放军空军第四航空学校。
- 1986年10月，更名中国人民解放军空军第四飞行学院[2]。

空军第六飞行学院
- 1949年12月1日，在北京组建中国人民解放军第四驱逐机学校[3][4]。1949年12月11日开学。
- 1949年12月24日，更名中国人民解放军第六航空学校。后迁至河北省涿县（今涿州市）[3]。
- 1976年6月，更名中国人民解放军空军第六航空学校[3]。
- 1986年，更名中国人民解放军空军第六飞行学院[3]。
- 1992年8月，空军第六飞行学院与空军第十二飞行学院合并为新的中国人民解放军空军第六飞行学院[3]。

空军第十二飞行学院
- 1952年9月30日，经空军党委批准，以川南军区机关为基础，筹建临汾航空学校。
- 1952年12月12日，军委空军转中央军委12月7日电令，正式命名临汾航校为中国人民解放军第十二航空学校，代号空字〇二七部队，正师级建制。受军委空军直接领导。校部设在山西省临汾市。
- 1976年，更名中国人民解放军空军第十二航空学校。
- 1986年，更名中国人民解放军空军第十二飞行学院。
- 1992年8月，空军第十二飞行学院与空军第六飞行学院合并为新的空军第六飞行学院，空军第十二飞行学院的番号撤销[3]。

空军石家庄飞行学院
- 2011年，解放军四总部联合召开第十六次全军院校会议，决定将空军6所飞行学院整合组建为空军哈尔滨、石家庄、西安3所飞行学院[5]。
- 2012年4月，由空军第四飞行学院、空军第六飞行学院等单位合并组建中国人民解放军空军石家庄飞行学院。是初级指挥飞行军官任职教育院校[6]。副军级[7]。隶属中国人民解放军北京军区空军。
- 2016年，在深化国防和军队改革中，由中国人民解放军北京军区空军转隶中国人民解放军中部战区空军[8]。
- 2017年，在深化国防和军队改革中，调整组建新的中国人民解放军空军石家庄飞行学院[9]。

## 历任领导
空军第四飞行学院
| 院长 - 吕黎平（1949年—1953年，第四航空学校校长） …… - 钟万富 空军大校（？—？，空军第四飞行学院院长） - 李志亮 空军大校（？—？，空军第四飞行学院院长） - 张万永 空军大校（1999年7月—？，空军第四飞行学院院长） - 张兰瑞 空军大校（？—2012年，空军第四飞行学院院长） | 政治委员 - 李发应（1949年—1951年4月，第四航空学校政治委员） - 刘懋功（1951年—1953年，第四航空学校政治委员） - 王文 大校（？—1956年，第四航空学校政治委员） - 潘振华 大校（1957年—1960年，第四航空学校政治委员） …… - 胡传觉（？—1992年8月，空军第四飞行学院政治委员） - 周文俊（？—？，空军第四飞行学院政治委员） - 赵春华（？—？，空军第四飞行学院政治委员） - 王峰 空军大校（1997年4月—2001年4月，空军第四飞行学院政治委员） - 马新军 空军大校（2001年4月—？，空军第四飞行学院政治委员） - 张启水 空军大校（？—2012年，空军第四飞行学院政治委员） |

空军第六飞行学院
| 院长 - 安志敏（1950年—1953年3月，第六航空学校校长） - 赵群（？—？，第六航空学校校长） …… - 张聿夫 空军大校（？—？，空军第六飞行学院院长） …… - 郝玉良 空军大校（？—2012年，空军第六飞行学院院长） | 政治委员 - 张少虹（1950年5月—1952年，第六航空学校政治委员） - 张百春（？—1956年6月，第六航空学校政治委员） - 王恒（王恨） 大校（？—1960年7月，第六航空学校政治委员） …… - 贾德银 空军大校（？—2012年，空军第六飞行学院政治委员） |

空军第十二飞行学院
| 院长 - 刘明鉴（1952年—？，第十二航空学校校长） - 张孔修（？—？，第十二航空学校校长） - 孟力（？—？，第十二航空学校校长） - 杨启富（？—？，空军第十二航空学校校长） - 王益德（？—？，空军第十二飞行学院院长） - 杨忠（？—？，空军第十二飞行学院院长） - 杨京陵（？—1992年8月，空军第十二飞行学院院长） | 政治委员 - 赖达元（1952年—？，第十二航空学校政治委员） - 周洪波（？—？，第十二航空学校政治委员） - 徐炳南（？—？，第十二航空学校政治委员） - 胥行庆（？—？，第十二航空学校政治委员） - 张文焕（？—？，空军第十二航空学校政治委员） - 白景峰（？—？，空军第十二飞行学院政治委员） - 杨治理（？—？，空军第十二飞行学院政治委员） - 刘宪振（？—1992年8月，空军第十二飞行学院政治委员） |

空军石家庄飞行学院
| 院长 - 郝玉良 空军少将（2012年—） | 政治委员 - 王文兵 空军少将（2012年—2015年） - 葛善斌 空军少将（2015年—） |